# 9987 Peano
9987 Peano este un asteroid din centura principală de asteroizi.

## Descriere
9987 Peano este un asteroid din centura principală de asteroizi. A fost descoperit pe 29 iulie 1997 la Prescott de Paul G. Comba. Asteroidul prezintă o orbită caracterizată de o semiaxă mare de 2,25 ua, o excentricitate de 0,09 și o înclinație de 7,6° în raport cu ecliptica.